# 1181
Cette page concerne l'année 1181  du calendrier julien.
L'année 1181 est une année commune qui commence un jeudi.

## Événements
- 25 avril : bataille de Sunomata[1]. La guerre de Genpei se poursuit au Japon, et Taira no Tomomori bat Minamoto no Yukiie à deux reprises à Sunomata puis à Yahagigawa, mais tombe malade et doit renoncer à le poursuivre[2]. La crise de subsistance s’aggrave dans l’Ouest. Le Kinai est en proie à la famine. Les Taira parviennent à grand peine à lever des troupes (1181-1182). Dans l’Est, les étés humides favorisent les récoltes et contribuent au succès des Minamoto[3].
- 6 août : première observation de la supernova SN 1181 par des astronomes chinois[4].

- Début du règne de Jayavarman VII, roi khmer du Cambodge (fin en 1218)[5]. Il libère le Cambodge des Chams. Adepte du bouddhisme du Mahayana, il multiplie les fondations pieuses et entreprend de nombreuses guerres (annexion du Champa). Il entreprend un vaste programme de santé publique et commence à construire un réseau d'hôpitaux. Il aménage le réseau routier avec des gîtes d'étape. Après lui, le Cambodge perd ses conquêtes. Sa brillante civilisation disparaît. Le bouddhisme du Theravada triomphe.
- En Inde, le général ghuride Muhammad ibn Sam se présente devant Lahore et prend Sialkot où il construit une forteresse[6].
- Traité entre Saladin et Byzance[7].

### Europe
- Janvier : Guilhem VIII proclame la liberté de l’enseignement de la médecine à Montpellier[8].
- 7 février : échec d’un complot contre le protosébaste Alexis, favori de la régente de l’empire byzantin Marie d’Antioche[9] ; le 1er mars, les comploteurs sont arrêtés et condamnés à la prison par le tribunal impérial[10].
- Février : prise de Zadar par les Hongrois au détriment de Venise[11].
- 16 mars : Henri II devient comte de Champagne à la mort de son père[12].

- 10 avril : agitation populaire à Constantinople contre la politique de la régente Marie d’Antioche et du protosébaste Alexis, soutenues par la Cesarissa Marie Comnène et les mercenaires latins de son époux Rénier de Montferrat, réfugiés dans la cathédrale Sainte Sophie. l’agitation règne durant tout le printemps[13]
- 2 mai : les troupes impériales répriment les insurrections contre la régente à Constantinople. Le patriarche de Constantinople Théodose obtient l’amnistie des insurgés ; le protosébaste Alexis force le patriarche à se retirer dans un monastère, mais il doit le faire revenir sous la pression populaire[9].

- 31 mai : victoire navale du prétendant au trône de Norvège, Sverre Sigurdsson, sur le roi Magnus V à la bataille de Nordnes[14].
- Juillet : le légat du pape Henri de Marcy, cardinal d’Albano[15], chargé de la croisade contre les réformateurs cathares dans le Languedoc assiège et prend Lavaur, défendue par Adélaïde de Toulouse, qui se soumet, ainsi que son époux Roger II Trencavel. Deux parfaits sont arrêtés, emmenés au concile du Puy (15 septembre) où ils abjurent leur foi[16]. Les croisés se retirent sans résultats notables contre l’hérésie[17].
- Août[18] : Lübeck, restée fidèle au duc de Saxe, est prise par l’empereur Frédéric Barberousse avec l’aide de la flotte de Valdemar de Danemark. Le duc Bogusław Ier reconnaît la suzeraineté de l’empereur. La Poméranie occidentale devient partie constituante de l’Empire[19].

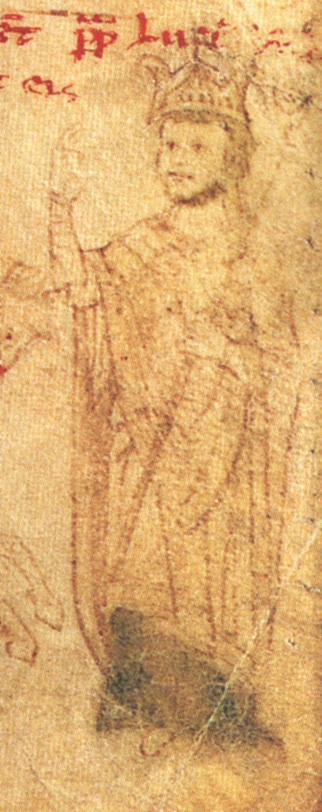
Lucius III, miniature du Liber ad honorem Augusti de Pierre d'Éboli, 1196.

- 1er septembre : Lucius III est élu pape à Rome. Il est consacré à Velletri le 6 septembre à cause du soulèvement des Romains, et ne rentre à Rome que le 2 novembre, après avoir sans doute accordé des concessions à la commune de la ville ; il est de retour à Velletri le 13 mars 1182 et ne retourne plus à Rome (fin de pontificat en 1185)[20].
- Novembre : Henri le Lion se soumet à Frédéric Barberousse lors de l’assemblée (hoftag) d’Erfurt. Il ne conserve que le Brunswick et doit s’exiler dans les États de son beau-père Henri II (juillet 1182)[21].

- Henri II Plantagenêt promulgue l’Assise des Armes pour l’Angleterre qui remet en place un service militaire obligatoire pour tous les hommes libres[22].
- Révolte des Serbes et des Hongrois contre l’empire byzantin[23]. Les Hongrois, après avoir repris la Croatie et la Dalmatie, s’allient aux Serbes d’Étienne Nemanja sous l’autorité de qui s’unissent Zéta et Rascie. Serbes et Hongrois sèment la ruine jusqu’à Sofia (fin en 1183).
- Fondation de Vitoria par le roi Sanche VI de Navarre[24].